# Nyírtét, Szabolcs-Szatmár-Bereg
Nyírtét  este un sat în districtul Kemecse, județul Szabolcs-Szatmár-Bereg, Ungaria, având o populație de 1.117 locuitori (2011). 

## Demografie
Componența etnică a satului Nyírtét
     Maghiari (99,39%)
     Romi (0,61%)
Componența confesională a satului Nyírtét
     Reformați (42,88%)
     Romano-catolici (21,04%)
     Greco-catolici (14,95%)
     Fără religie (1,43%)
     Necunoscută (18,35%)
     Alte religii (1,34%)
Conform recensământului din 2011, satul Nyírtét avea 1.117 locuitori. Din punct de vedere etnic, majoritatea locuitorilor (99,39%) erau maghiari. Nu există o religie majoritară, locuitorii fiind reformați (42,88%), romano-catolici (21,04%), greco-catolici (14,95%) și persoane fără religie (1,43%). Pentru 18,35% din locuitori nu este cunoscută apartenența confesională.